# 黄腹冠鹎
黄腹冠鹎（学名：Criniger flaveolus）为鹎科冠鹎属的鸟类。分布于印度、尼泊尔、锡金、不丹、孟加拉、缅甸以及中国大陆的云南等地，多生活于海拔约1600米以下的次生阔叶林、季雨林或沟谷林以及活动于乔木或灌木丛中。该物种的模式产地在印度。

## 亚种
- 黄腹冠鹎指名亚种（学名：Criniger flaveolus flaveolus）。分布于印度、尼泊尔、锡金、不丹、孟加拉、缅甸以及中国大陆的云南等地。该物种的模式产地在印度。[2]